# Mytilopsis sallei
Mytilopsis sallei är en musselart som först beskrevs av Recluz 1849.  Mytilopsis sallei ingår i släktet Mytilopsis och familjen Dreissenidae. Inga underarter finns listade i Catalogue of Life.